# Koszmosz–398
A Koszmosz–398 (oroszul: Космос–398) a szovjet LK holdkomp egyszerűsített változatának, a T2K-nak második személyzet nélküli, Föld körüli tesztrepülése.

## Küldetés
A Luna-program keretében végrehajtott kutatótevékenységnél (holdkőzet Földre juttatása) több alkalommal sikeresen végrehajtották a Holdra szállást, visszaindulást a Földre. A Koszmosz–379-es program első tesztrepülése. A megépített Holdra szálló egység ember nélküli próbarepülése, űrkörülmények között ellenőrizték műszaki megbízhatóságát.

## Jellemzői
A Juzsnoje tervezőirodában kifejlesztett és épített űrhajó (holdkomp).
1971. február 26-án a Bajkonuri űrrepülőtérről egy Szojuz–L (8K71) hordozórakétával juttatták alacsony Föld körüli pályára. Az orbitális egység pályája 88,9 perces, 51,6 fokos hajlásszögű, elliptikus pálya-perigeuma 196 km, apogeuma 276 km volt.  Tömege 7255 kg. A sorozat felépítését, szerkezetét, alapvető fedélzeti rendszereit tekintve egységesített, szabványosított tudományos-kutató űreszköz. Áramforrása kémiai akkumulátor és napelemek kombinációja. A pályamagasság változtatásával a holdkompnak a Szojuz 7K–LOK űrhajót megközelítő manővereit szimulálták.
Az LK holdkompból három, automatikus repülésre átalakított változatot (T2K) készítettek. A holdra szállás technikai feltételei, a tervezés, a gyártás időbeli elhúzódása, az űrverseny szempontjából elveszítette célját. A T2K modul Föld körüli műszaki próbája során, a vezérlő és meghajtórendszer, az összeköttetés megbízhatóságát ellenőrizték. Az automatikus Holdra ereszkedés (imitáció), a felszállás illetve a csatlakozó manőverek gyakorlása tervszerűen megvalósult. A program végrehajtására 3,5 napot terveztek. A felemelkedési kísérletnél a rakétamotor 1,5 km/s gyorsítással az apogeumot 10 903 kilométerre módosította.
1995. december 10-én belépett a légkörbe és megsemmisült.